# اچ‌ام‌سی ولیانت
اچ‌ام‌سی ولیانت (به انگلیسی: HMC Valiant) یک کشتی است که طول آن ۴۲٫۰۸ متر (۱۳۸٫۱ فوت) می‌باشد. این کشتی در سال ۲۰۰۴ ساخته شد.